# 3 000 mètres féminin aux championnats du monde d'athlétisme en salle 2016
Pour un article plus général, voir Championnats du monde d'athlétisme en salle 2016.
Navigation
2014 2018
Le 3 000 mètres féminin des championnats du monde en salle 2016 s'est déroulé le 20 mars 2016 à Portland, aux États-Unis.

## Médaillées
| Or             | Argent        | Bronze          |
| Genzebe Dibaba | Meseret Defar | Shannon Rowbury |

## Résultats

### Finale
| Rang               | Athlète             | Nationalité         | Temps   | Notes |
| ------------------ | ------------------- | ------------------- | ------- | ----- |
| Médaille d'or      | Genzebe Dibaba      | Éthiopie            | 8:47.43 |       |
| Médaille d'argent  | Meseret Defar       | Éthiopie            | 8:54.26 |       |
| Médaille de bronze | Shannon Rowbury     | États-Unis          | 8:55.55 |       |
| 4                  | Maureen Koster      | Pays-Bas            | 8:56.44 |       |
| 5                  | Abbey D'Agostino    | États-Unis          | 8:58.40 |       |
| 6                  | Stephanie Twell     | Royaume-Uni         | 9:00.38 |       |
| 7                  | Betsy Saina         | Kenya               | 9:01.86 |       |
| 8                  | Betlhem Desalegn    | Émirats arabes unis | 9:03.30 |       |
| 9                  | Jessica O'Connell   | Canada              | 9:05.71 |       |
| 10                 | Nancy Chepkwemoi    | Kenya               | 9:07.63 |       |
| 11                 | Sviatlana Kudzelich | Biélorussie         | 9:17.45 |       |
| 12                 | Sheila Reid         | Canada              | 9:19.67 |       |
| 13                 | Josephine Moultrie  | Royaume-Uni         | 9:29.10 |       |
| NC                 | Renata Pliś         | Pologne             | DNS     |       |

## Légende
Records et Performances
- AR : Record continental (area record)
- CR : Record des championnats (championship record)
- MR : Record du meeting (meet record)
- NR : Record national (national record)
- OR : Record olympique (olympic record)
- PR : Record paralympique (paralympic record)
- PB : Record personnel (personal best)
- SB : Meilleure performance personnelle de la saison (season's best)
- WL : Meilleure performance mondiale de l'année (world leader)
- WJR : Record du monde junior (world junior record)
- WR : Record du monde (world record)

Circonstances et Conditions
- DNF : N'a pas terminé (did not finish)
- DNS : N'a pas pris le départ (did not start)
- DQ : Disqualification (disqualification)
- NM : Aucun essai valable enregistré (No Mark)
- Q : Qualifié « directement » au prochain tour (ou à la prochaine compétition), lors d'une compétition majeure, grâce au classement ou à la réalisation des minima (automatic qualifier)
- q : Qualifié au prochain tour (ou à la prochaine compétition), lors d'une compétition majeure, grâce au repêchage ou à la réalisation de l'une des meilleures performances parmi celles des « non qualifiés directement » (grâce au meilleur temps ou à la meilleure distance par exemple) (secondary qualifier)